# Erland Boström
Karl Erland Filip Boström, född 29 februari 1876 i Stockholm, död 28 mars 1967, var en svensk militär, överstekammarjunkare och kabinettskammarherre.

## Biografi
Boström var son till landshövding Filip Boström och Pauline Sterky, samt bror till diplomaten Wollmar Boström. Han tog studentexmanen 1894 och officersexamen 1896. Han var underlöjtnant vid Livregementets husarer (K 3) 1896 och blev löjtnant 1902. Boström studerade på Krigshögskolan 1904–1906, var adjutant hos inspektören för kavalleriet 1907–1909 och ryttmästare vid Livregementets husarer (K 3) 1909. Han tog avsked och försattes i reserven 1912.
Boström var jordbrukare 1908–1923 och 1942–1952 samt verksam i fältflyget 1917. Boström blev tjänstgörande kabinettskammarherre 1911 och överstekammarjunkare 1941. Han var den siste fideikommissarien på Tynnelsö i Södermanland, och ägde även Sköldnäs gård. Från 1928 var Boström styrelseledamot i försäkringsbolaget Valkyrian. Han var styrelseordförande i Nordiska armaturfabrikerna, Svenska travförbundet och styrelseledamot i Jockeyklubben. Han var även medlem av Svenska Frimurare Orden och Kungliga Automobilklubben. Boström hobbies var jakt, hästsport, 
flygning, bridge och segling.
Han gifte sig 1902 med statsfrun Mary Seaton (född 1883), dotter till godsägaren Arthur Seaton och Maria Kjellberg samt syster till George Seaton.

## Utmärkelser

### Svenska utmärkelser
- Konung Gustaf V:s jubileumsminnestecken med anledning av 90-årsdagen, 1948.[6]
- Konung Gustaf V:s jubileumsminnestecken med anledning av 70-årsdagen, 1928.[7]
- Innehavare av Konung Gustav V:s minnestecken, 1951.[8]
- Kommendör med stora korset av Nordstjärneorden, 15 november 1943.[9]
- Kommendör av första klassen av Nordstjärneorden, 6 juni 1925.[10]
- Kommendör av andra klassen av Nordstjärneorden, 6 juni 1919.[11]
- Riddare av Nordstjärneorden, 1912.[12]
- Riddare av första klassen av Svärdsorden, 1918.[13]

### Utländska utmärkelser
- Storkorset av Belgiska Leopold II:s orden, tidigast 1935 och senast 1940.[14][15]
- Storkorset av Danska Dannebrogorden, tidigast 1935 och senast 1940.[14][15]
- Kommendör av första graden av Danska Dannebrogorden, senast 1915.[16]
- Storkorset av Finlands Vita Ros’ orden, tidigast 1935 och senast 1940.[14][15]
- Kommendör av första klassen av Finlands Vita Ros’ orden, tidigast 1915 och senast 1918.[16][17]
- Storkorset av Monacos Karl den heliges orden, tidigast 1928 och senast 1931.[7][18]
- Kommendör av första klassen av Norska Sankt Olavs orden, tidigast 1915 och senast 1918.[16][17]
- Andra klassen av Thailändska Vita elefantens orden, tidigast 1915 och senast 1918.[16][17]
- Kommendör av Franska Hederslegionen, senast 1915.[16]
- Kommendör av Franska orden Mérite agricole, tidigast 1935 och senast 1940.[14][15]
- Riddare av Italienska Sankt Mauritius- och Lazarusorden, senast 1915.[16]
- Riddare av tredje klassen av Ryska Sankt Stanislausorden, senast 1915.[16]
- Riddare av första klassen med vita korset av Spanska Militärförtjänstorden, senast 1915.[16]